# Drozdowo (powiat płoński)
Drozdowo – wieś sołecka w Polsce położona w województwie mazowieckim, w powiecie płońskim, w gminie Raciąż. Leży nad Raciążnicą.
W latach 1954–1959 wieś należała i była siedzibą władz gromady Drozdowo, po jej zniesieniu w gromadzie Kaczorowy. W latach 1975–1998 miejscowość należała administracyjnie do województwa ciechanowskiego.
Można zobaczyć tu cmentarz żołnierzy niemieckich z I wojny światowej. Znajduje się tu również zabytkowy dworek szlachecki, w którym do 2001 roku mieściła się szkoła podstawowa, a obecnie budynek znajduje się w rękach prywatnych. Zabytkiem przyrody ożywionej jest otaczający dworek park.
W czasach PRL w Drozdowie funkcjonowała Rolnicza Spółdzielnia Produkcyjna.
Od 1371 r. Drozdowo było parafią erygowaną przez bpa Stanisława z Gulczewa z fundacji Michała i jego bratanka Jakuba z Drozdowa. Świątynia w Drozdowie przetrwała do 1777 r., kiedy to została doszczętnie strawiona przez pożar. Około 1783 r. kolator Bromirski zbudował kaplicę, która jako filialna względem Krajkowa istniała do 1840 r.